# Parafia św. Anny w Wohyniu
Parafia Świętej Anny w Wohyniu – parafia rzymskokatolicka w Wohyniu.
Parafia erygowana w 1537. Obecny kościół parafialny murowany, wybudowany w latach 1837-1854; zamknięty w 1885 roku przez rząd carski i parafię przyłączono do Komarówki Podlaskiej, dopiero po tolerancji religijnej otwarty ponownie w 1906 roku, w dwa lata później powiększony staraniem ks. Ludwika Romanowskiego, w 1910 roku konsekrowany przez biskupa lubelskiego, Franciszka Jaczewskiego. Świątynia mieści się przy ulicy Średniej.

## Zasięg parafii
Do parafii należą wierni z miejscowości: Wohyń, Bezwola, Bojanówka, Kopina, Lisiowólka, Planta, Stasinów kolonia oraz Zbulitów Mały.